# Кричевський Михайло Юхимович
Кричевський Михайло Юхимович (нар. 25 лютого 1897, Карлівка Костянтиноградського повіту Полтавської губернії — пом. 26 грудня 2008, Донецьк, Україна) —  український радянський вчений, ветеран, винахідник в галузі гірничої справи та довгожитель, чий вік був підтверджений Групою геронтологічних досліджень (GRG). Він є найстарішою коли-небудь підтвердженою людиною в Україні, найстарішим коли небудь чоловіком та найстарішим українським ветераном в історії. На момент смерті входив до 40 найстаріших підтверджених чоловіків у світі. Помер у віці 111 років, 292 днів.

## Біографія
Михайло Юхимович Кричевський народився у Костянтинограді (за іншими даними в Карлівці, нині Карлівського району Полтавської області) четвертою дитиною в небагатій єврейській родині (батько працював управителем млином у герцога Мекленбург-Стрелицького, потім прикажчиком; мати була домогосподаркою). 
Навчався в початковій єврейській школі, в 10 років був відданий підмайстром до шевця. У 1917 році закінчив із золотою медаллю комерційне училище в містечку Кобиляки Полтавської губернії (де жив з 1912 року) і був негайно мобілізований. Після навчання в Київському військово-інженерному училищі, в листопаді 1917 року, в юнкерському чині військового інженера-прапорщика був направлений на австро-німецький фронт у м. Кошиці.
Після демобілізації в тому ж 1917 році вступив до Катеринославського гірничого інституту (диплом отримав у 1926 році), в 1924 році отримав розподіл на Донбас на шахту Сніжне.
Михайло Юхимович Кричевський був найстаршим членом Донецької обласної єврейської громади. Все його довге життя пов'язана з долею Донецького краю і з гірничодобувною галуззю. Михайло Юхимович працював гірничим інженером на різних шахтах Донбасу, з кінця 1920-х років завідував відділом механізації шахти Риківка (згодом — Калинівка) у Сталіно, а в середині 30-х років там же був призначений завідувачем кафедри гірничих машин в Інституті підвищення кваліфікації кадрів для гірничої промисловості, а перед радянсько-німецькою війною направлений до Харкова начальником відділу Всеукраїнського гірничого інституту. Під час радянсько-німецької війни був відправлений у трудармію на Урал в шахту імені Чкалова під Тагілом.
З 1946 року і до виходу на пенсію в 1972 році працював науковим співробітником у Донецькому науково-дослідному гірничому інституті (Донвугі). Є автором багатьох винаходів і двох книг-довідників по догляду за гірничими машинами. За видатні успіхи у відновленні зруйнованих донецьких шахт та винахідництво (вугільний комбайн «Кіровець», врубова машина «ДТ») був удостоєний ордена Трудового Червоного Прапора (1947) та інших урядових нагород.
Серед отриманих М. Ю. Кричевським авторських свідоцтв (патентів) — струги-скрепер з механізмом подачі на забій (1947), вугільний (1940) та гірський (1949) комбайни, вугільний струг для крутопадаючих пластів (1948), ручне свердло для буріння шпурів по вугіллю (1947), спосіб напрямки гірничого комбайна (1940), спосіб відновлення зношених поверхонь (1968).
Помер 26 грудня 2008 року у віці 111 років, 292 днів за два місяці до свого 112-річчя. Його поховали на Новоігнатовському кладовищі Донецька.